# Тахоклин

Внутрішнє обертання Сонця: у зовнішній конвективній зоні обертання диференціальне (0° відповідає екватору), у центральній області променистого переносу обертання майже рівномірне. Перехід між цими областями називається тахоклином.

Тахоклин — перехідна область в Сонці (та інших зорях з масою більше 0,3 M☉) між зоною променистого переносу та зовнішньою конвективною зоною, що диференціально обертається. 

## Фізика процесу і його особливості
Тахоклин розташовується у зовнішній третині Сонця за радіусом. Внаслідок швидкої зміни швидкості обертання область схильна до сильного напруження зсуву. Конвективна зона диференціально обертається подібно до рідини, приполярні області обертаються повільно, екваторіальна область обертається швидко.
Зона променевого переносу обертається подібно до твердого тіла. Швидкість обертання внутрішньої частини приблизно дорівнює швидкості обертання зовнішньої конвективної зони на середніх широтах, тобто знаходиться в інтервалі між її повільним обертанням у приполярних областях та швидким обертанням на екваторі.
Недавні результати геліосейсмології показали, що тахоклин розташовується на відстані приблизно 0,70 радіусу Сонця від ядра, товщина тахоклину становить близько 0,04 радіуса Сонця, тобто близько 28 000 км. Область схильна до сильної зсувної напруги, що може бути причиною формування великомасштабного магнітного поля. Геометрія і ширина тахоклину є важливими параметрами в моделях сонячного динамо, що закручує слабке полоїдальне поле і створює потужніше тороїдальне поле.
Поняття тахоклин було запропоновано у статті Е. Шпігеля (англ. Edward Spiegel) та Ж.-П. Цана (англ. Jean-Paul Zahn) у 1992 році за аналогією з термоклином в океані.

Будова Сонця. Тахоклин (tachocline) показаний як тонкий шар між зоною променистого переносу (radiative zone) і конвективною зоною (convective zone).